# Sean Casten
Sean Thomas Casten (Dublino, 23 novembre 1971) è un politico statunitense, membro della Camera dei Rappresentanti per lo stato dell'Illinois dal 2019.

## Biografia
Nato a Dublino, Casten studiò all'Università Tufts e conseguì un Master of Science presso il Dartmouth College.
Lavorò nel campo delle energie rinnovabili e nel 2006 fondò con suo padre Thomas la Recycled Energy Development, che si occupava di trasformare il calore residuo in elettricità ed energia termica. La compagnia fu venduta dopo dieci anni di attività.
Entrato in politica con il Partito Democratico, nel 2018 si candidò alla Camera dei Rappresentanti sfidando il repubblicano in carica da dodici anni Peter Roskam e al termine della campagna elettorale riuscì ad essere eletto deputato.